# Ti cercherò (Genshin Impact)
Ti cercherò (Genshin Impact) è un singolo della cantante italiana Cristina D'Avena pubblicato il 14 aprile 2023.

## Descrizione
Ti cercherò (Genshin Impact) è una canzone ufficiale scritta per il videogioco Genshin Impact.
L'artista ha presentato la canzone con un'intervista il 13 aprile in diretta su Twitch, con gli streamer Dario Moccia e Kurolily (nome d'arte di Sara Stefanizzi).

## Tracce
Edizioni musicali Crioma S.r.l.
1. Ti cercherò – 3:05 (testo: Cristina D'Avena – musica: Cristiano Macrì)

## Produzione e formazione
- Cristiano Macrì – produzione musicale

## Video musicale
Nel giorno dell'uscita del singolo è stato pubblicato anche un video sul canale YouTube dell'artista.